# Juliette Roche
Pour les articles homonymes, voir Roche (homonymie).
Juliette Roche, également connue sous le nom de Juliette Roche Gleizes, née à Paris le 29 août 1884 et morte dans la même ville le 23 novembre 1980, est une peintre et écrivaine française, associée aux mouvements cubiste et dada.

## Biographie
Fille unique de Jules Roche et de Marie Louise Masson, Marie Juliette Lucy Roche naît à Paris le 29 août 1884 au 39 rue de Moscou dans une riche famille parisienne. Elle passe son enfance à Serrières (Ardèche). Son père est un membre éminent du gouvernement français et du monde de l'art d'avant-garde. D'autres liens forts avec le monde de l'art se manifestent dans ses relations avec sa marraine, Élisabeth de Riquet de Caraman-Chimay, comtesse Greffulhe, et avec le filleul de son père, Jean Cocteau. 
À partir de 1898, Juliette Roche se forme à la peinture dans des ateliers privés à Paris. En 1907, elle publie un premier recueil de poésies, Des mots, sous le pseudonyme de Herco.
En 1911, elle étudie la peinture à l'Académie Ranson à Paris, avec le soutien de son père. Là, elle s'initie au style artistique des nabis avec Maurice Denis et Paul Sérusier. En 1913, elle expose au Salon des indépendants. 
Dans son travail poétique et pictural, elle montre des profils de femmes indépendantes capables de s'exprimer. Dans sa poésie, elle insère des phrases, comme des slogans publicitaires, et expérimente avec des éléments typographiques. En 1914, elle réalise sa première exposition personnelle à la galerie Bernheim-Jeune.
Elle rencontre en 1913 son futur mari, l'artiste cubiste Albert Gleizes, par l'intermédiaire de Ricciotto Canudo, théoricien du cinéma qui publie le magazine d'avant-garde Montjoie ! pour la promotion du cubisme,. Elle lui permet, par son entregent, d'obtenir qu'il soit réformé le 21 août 1915. Ils se marient à Paris le 8 septembre 1915, avec Jean Cocteau parmi les témoins.
Le couple part le 11 septembre pour New York, où elle participe aux activités dada(s) avec Marcel Duchamp et Francis Picabia. Les époux Gleizes se rendent en mai 1916 à Barcelone pour exposer aux Galeries Dalmau, avant de revenir à New York pour collaborer avec Duchamp à la préparation de la première exposition de la Society of Independent Artists de 1917, où Duchamp soumet sa controversée ready-made Fontaine,.
En 1919, elle rentre à Paris et commence à écrire La minéralisation de Dudley Craving Mac Adam, publiée en 1924, une histoire qui raconte les aventures d'Arthur Cravan et d'autres artistes en exil à New York,.
En 1920, elle publie le recueil de poèmes dada Demi-Cercle écrits à New York. L'année suivante, c'est sa poésie État… Colloïdal qui est publiée par le journaliste chilien Vicente Huidobro dans la revue Creación,.
En 1927, avec Albert Gleizes, ils fondent la Moly-Sabata, une résidence d'artistes à Sablons (Isère), qui propose des ateliers. Elle a continué à exposer le reste de sa vie dans des expositions collectives. Elle passe la Seconde Guerre mondiale à Saint-Rémy-de-Provence.
En 1962, une importante rétrospective lui est consacrée par la galerie Miroir à Montpellier. 
Roche meurt à Paris, en son domicile du 15 boulevard Lannes, le 23 novembre 1980.
En 2021-2022, une exposition « Juliette Roche, l'insolite » lui est consacrée, organisée par le musée des Beaux-Arts et d'Archéologie de Besançon, le musée Estrine à Saint-Rémy-de-Provence et le musée Sainte-Croix des Sables-d'Olonne, en collaboration avec la Fondation Albert Gleizes.

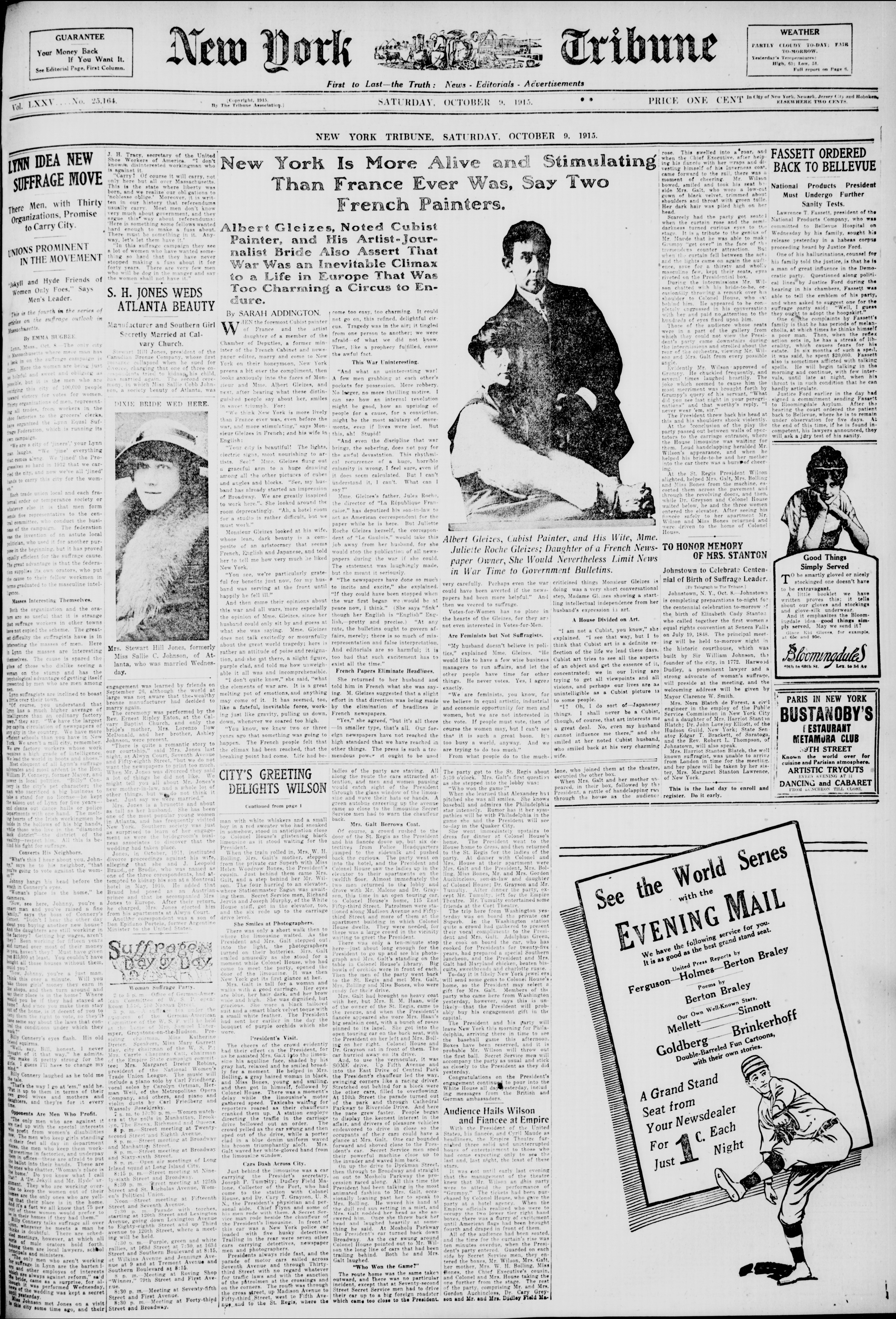
Albert Gleizes et sa femme Juliette Roche, New York Tribune, 9 octobre 1915.
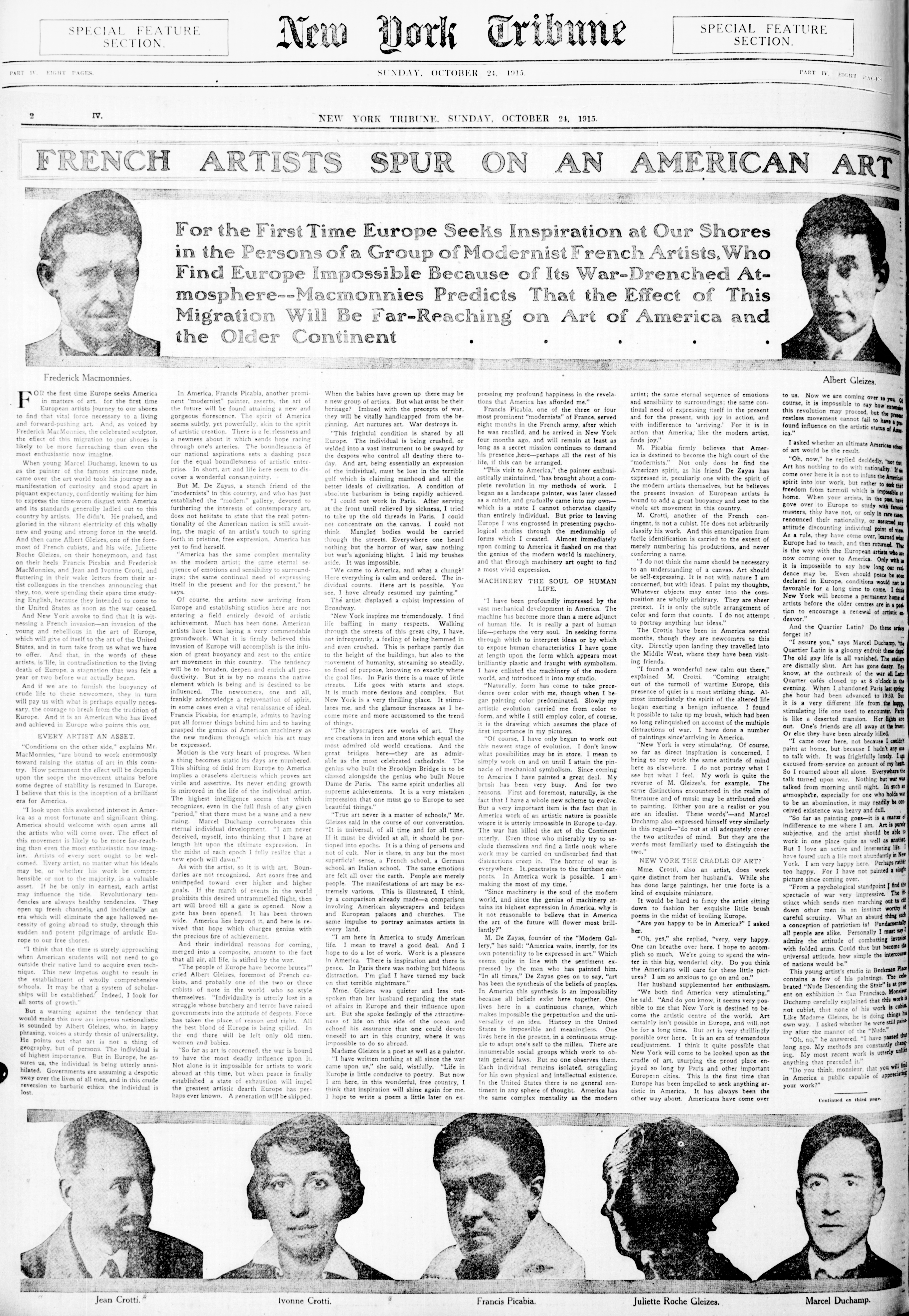
Frederick William MacMonnies, Albert Gleizes, Jean Crotti, Yvonne Chastel Crotti, Francis Picabia, Juliette Roche-Gleizes, Marcel Duchamp, New York Tribune, 24 octobre 1915.

## Expositions
- Juliette Roche, Montpellier, galerie Miroir, du 15 au 28 décembre 1962.
- Juliette Roche, l'insolite, musée des Beaux-Arts et d'Archéologie de Besançon, du 15 mai au 19 septembre 2021.
- Juliette Roche, l'insolite, musée Sainte-Croix des Sables-d'Olonne, du 6 février au 22 mai 2022.
- Juliette Roche, l'insolite, musée Estrine, Saint-Rémy-de-Provence, du 23 juillet au 23 décembre 2022.